# Rosulabryum billarderii
Rosulabryum billarderii là một loài rêu trong họ Bryaceae. Loài này được J.R. Spence mô tả khoa học năm 1996.